# Ґері К. Вольф
Ґері К. Вольф (англ. «Gary K. Wolf») (народився 24 січня 1941)
американський письменник-фантаст. Він найбільш відомий як автор роману «Хто піддав цензурі Кролика Роджера?» (1981), який був адаптований у хітовий повнометражний фільм «Хто підставив Кролика Роджера?» (1988) .

## Ранні роки життя і кар'єра
Вольф народився 24 січня 1941 року. Він виріс у Ірлвіллі, штат Іллінойс, в родині Еда та Хетті Вольф. Його батько володів міським більярдним залом, а пізніше займався оббивкою, а мати працювала в шкільній їдальні. Як лише дитина, Вольф займався читанням коміксів і науково-фантастичних творів. У червні 1959 року Вольф закінчив Ерлвільську середню школу.
Пізніше він навчався в Університеті Іллінойсу в Урбана-Шампейн, де отримав ступінь бакалавра з реклами та ступінь магістра з комунікацій. Він служив капітаном ВПС у 5-й ескадрильї повітряних командос у війні у В'єтнамі, під час якої був нагороджений Бронзовою зіркою та двома медалями Військово-повітряних сил США.
Вольф і друг дитинства Джон Дж. Маєрс, в минулому католицький архієпископ у Ньюарку (Нью-Джерсі), написали роман під назвою «Космічний стерв'ятник», виданий «TOR books» у 2008 році.
Для щорічної антології гумористичної наукової фантастики Амітивільський будинок млинців, том 3. (англ. «Amityville House of Pancakes Vol 3», 2006) Вольф і співавтор Джехан Баптіст створили оповідання під назвою «Невитривалі хлопці у космосі» (ISBN 1-894-95335-5). Помилка параметра в {{ISBN}}: недійсний символ).
Вольф володіє великою колекцією карусельних коней. Через це Вольф був зображений на обкладинці випуску Пенінсьюла лівін мегезін від 4 вересня 1976 року; у самому номері журналу також була представлена його колекція.
Вольф живе зі своєю дружиною Бонні, з якою 50 років, і їхніми котами в Бостоні, штат Массачусетс.

## Творчість
У дебютному науково-фантастичному романі «Кубок вбивць» (англ. «Killerbowl», 1975) вражаюче описані моторизовані гладіатори близького майбутнього, що нагадують героїв фільму "Роллербол", що вийшов того ж року. Ще більш похмуре майбутнє зображено в наступному романі-антиутопії «Пересунуте покоління» (англ. «A Generation Removed», 1977), в якій проблема проблема демографічного вибуху знімається жорстоким і "раціональним" шляхом: молодь, що прийшла до влади, піддає всіх досягли зрілого віку примусової евтаназії.
Проте найбільше Вольф відомий завдяки трилогії комедійних фантастичних романів, у яких фігурує нині відомий Кролик Роджер, персонаж мультфільму, який мешкає в альтернативному всесвіті, де так звані «мультфільми» (абревіатура від слова « мультфільми») і люди співіснують. Серія починається з роману «Хто цензурував Кролика Роджера?» (1981), який став основою фільму «Хто підставив кролика Роджера?» (1988). Серію продовжили «Хто П-П-П-Плюг Кролика Роджера?» у 1991 році та «Хто збив Кролика Роджера?» у 2013 році; ці дві книги були неканонічними для оригінальної книги та мали більше спільного з хітом Діснея. Події «Хто піддав цензурі Кролику Роджеру?» відтворюються у «Хто підключив Кролика Роджера?» як події, які відбуваються уві сні Джесіки Ребіт.
У 2001 році Вольф подав позов проти Волт Дісней Компані. Вольф стверджував, що йому заборгували роялті на основі вартості «валових надходжень» і продажів мерчандайзингу. У 2002 році суд першої інстанції у цій справі постановив, що вони стосуються лише фактичних грошових надходжень, зібраних Disney, і відхилив позов Вольфа. У своєму рішенні в січні 2004 року Апеляційний суд Каліфорнії не погодився з цим, встановивши, що свідчення експерта Вольфа щодо звичайного використання «валових надходжень» у розважальному бізнесі може підтримати ширше тлумачення терміна. Ухвалою було скасовано постанову суду першої інстанції на користь Disney і направлено справу на продовження розгляду. Під час слухання в березні 2005 року Вольф оцінив, що йому заборгували 7 мільйонів доларів. Адвокати Disney не лише оскаржили позов, але також заявили, що Вольф насправді винен Disney 500 000–1 мільйон доларів через бухгалтерську помилку, виявлену під час підготовки до позову. Вольф виграв рішення в липні 2005 р., отримавши від 180 000 до 400 000 доларів США компенсації.
У лютому 2013 року Вольф оголосив, що він і Ерік фон Водтке спільно працюють над пропозицією щодо розробки приквела до фільму «Хто підставив кролика Роджера?», який буде рімейком комедії про діснеївських приятелів з Маріонетки», у якій Міккі Маус і Кролик Роджер замість головних героїв зображують, як Роджер зустрів свою майбутню дружину Джессіку у сюжеті. Вольф заявив, що фільм планується як розвиток світів «Дісней».
The Stooge

## Вибрана бібліографія

### Романи

#### Цикл Кролик Роджер
1. Хто піддав цензурі Кролика Роджера?[en] (англ. «The Stardust Voyages», 1981)
2. Хто п-п-підключив кролика Роджера?[en] (англ. «Who P-P-P-Plugged Roger Rabbit?», 1991)
3. Хто збив Кролика Роджера? (англ. «Who Wacked Roger Rabbit?», 2013)[12]

#### Позасерійні романи
1. Кубок вбивць (англ. «Killerbowl», 1975)
2. Пересунуте покоління (англ. «A Generation Removed», 1977)
3. Відроджувач (англ. «The Resurrectionist», 1979)
4. Космічний стерв'ятник (англ. «Space Vulture», 2008), у співавторстві з Джоном Дж. Маєрсом[en]
5. Пізнє велике шоу! (англ. «Space Vulture», 2012)
6. Типовий день (англ. «The Late Great Show!», 2017)

1. Дорога до Тунтауну (англ. «The Road to Toontown », 2020)

### Укладені антології
1. Амітивільський будинок млинців, том 3. (англ. «Amityville House of Pancakes Vol 3», 2006)
2. Напівтінь, еЖурн, Том 1, Випуск 10 (англ. «Penumbra eMag Vol 1 Issue 10», 2012)

## Зовнішні посилання
- Офіційний сайт
- Space Vulture
- Gary K. Wolf на сайті Internet Speculative Fiction Database (англ.)